# Эль-Шаарави, Стефан
Стефа́н Кари́м Эль-Шаарави́ (араб. ستيفان الشعراوي‎; итал. Stephan Kareem El Shaarawy; 27 октября 1992, Савона) — итальянский футболист, нападающий клуба «Рома» и сборной Италии. Участник двух чемпионатов Европы (2016 и 2024).

## Клубная карьера

### «Дженоа»
Родился 27 октября 1992 года в Савоне, в семье египтянина Сабри и швейцарки Люсии. Начал заниматься футболом в футбольной академии Леджино, откуда позднее перешёл в молодёжный состав клуба «Дженоа».
21 декабря 2008 года, в возрасте 15 лет, Эль-Шаарави дебютировал в составе футбольного клуба в гостевой игре серии А с «Кьево», в котором генуэзцы победили 2:0. Однако в сезоне 2008/2009 Эль-Шаарави больше не выходил на поле в составе второй команды, выступая за молодёжный состав. В 2 году Эль-Шаарави не забил ни одного гола в полуфинале молодёжного Суперкубка Италии против «Палермо». Основное и дополнительное время закончилась со счётом 2:2, в серии пенальти «Палермо» победили 9:8.

#### «Падова»
27 июня 2010 года перешёл на правах аренды в «Падову», в Серию Б. 10 сентября 2010 года, Эль-Шаарави забил свой первый гол среди профессиональных игроков против «Реджины» в матче, который «Падова» выиграла 4:0.

### «Милан»
25 июня 2011 года Эль-Шаарави стал игроком «Милана». Однако ещё до начала сезона он получил травму колена. Дебютировал в основном составе 18 сентября 2011 года в гостевом матче чемпионата Италии против «Наполи». В следующем туре чемпионата, 21 сентября, забил свой первый гол за «Милан», сравняв счёт в домашней игре с «Удинезе» (1:1).
26 сентября 2012 года в матче 5-го тура чемпионата Италии 2012/13 против «Кальяри» (2:0) оформил свой первый «дубль». 3 октября в выездной игре против «Зенита» (3:2) записал на свой счёт первый гол в Лиге чемпионов, став самым молодым футболистом «Милана», забившим в ЛЧ.
27 октября 2012 года, в свой 20-й день рождения, в домашнем матче на «Сан-Сиро» против своей бывшей команды «Дженоа», Эль-Шаарави забил единственный гол, принесший «Милану» победу, однако из-за уважения к клубу, воспитавшему его, Эль-Шаарави не стал праздновать гол. Этот гол стал для него 7-м в сезоне 2012/13. До начала сезона капитан «Милана» Массимо Амброзини заключил с ним пари: если Эль-Шаарави забьёт 7 голов, Амброзини оплатит ему летний отпуск.
В феврале 2014 года на 5 лет подписал контракт с «Миланом».

#### «Монако»
13 июля 2015 года Эль-Шаарави перешёл на правах аренды в клуб «Монако» за € 3 млн с обязательством выкупа за € 13 млн в следующем сезоне. Перед началом январского трансферного окна Эль-Шаарави был исключён из состава, так как уже провёл 24 матча во всех официальных соревнованиях. Ему не хватило одной игры до активации условного обязательства выкупа на постоянной основе.

### «Рома»
26 января 2016 года итальянский нападающий перешёл в «Рому» на правах аренды с правом выкупа. 30 января 2016 года дебютировал за клуб против «Фрозиноне» и отметился голом на 48 минуте;.
21 июня 2016 года «Рома» активировала опцию выкупа, приобретя игрока за €13 млн, и подписала с ним контракт до июня 2020 года. 20 мая 2017 года он сделал дубль в ворота «Кьево», а «Рома» выиграла 5:3 и продолжила свою трёхматчевую результативную серию. 31 октября 2017 года «Рома» на групповом этапе Лиги чемпионов одержала победу 3:0 над лондонским «Челси», а Эль-Шаарави забил два гола в первом тайме, в том числе один в первые 40 секунд матча.

#### «Шанхай Шеньхуа»
8 июля 2019 года перешёл в китайский клуб «Шанхай Шеньхуа», контракт рассчитан до лета 2022 года, сумма трансфера составила 18 миллионов евро. 2 августа 2019 года он дебютировал за клуб в матче чемпионата против «Ухань Чжоэр». 15 августа он забил свой первый гол в Китае, в ворота «Тяньцзинь Тяньхай». В конце дебютного сезона в клубе Эль-Шаарави выиграл Кубок Китая, забив во втором финальном матче в ворота «Шаньдун Лунэн».

#### Возвращение в «Рому»
30 января 2021 года Эль-Шаарави присоединился к «Роме» на правах свободного агента. 11 марта 2021 года он забил свой первый гол с момента возвращения в клуб через 677 дней, а клуб одержал победу в плей-офф Лиги Европы над донецким «Шахтёром».

## Международная карьера
Эль-Шаарави выступал в составе сборной Италии до 16 лет на чемпионатах Европы и мира 2009 года.
15 августа 2012 года Эль-Шаарави дебютировал за основную сборную Италии в товарищеском матче против Англии. 14 ноября 2012 года он забил свой первый гол за сборную Италии в своём третьем матче, открыв счёт в товарищеском игре против Франции. Эль-Шаарави представлял Италию на Кубке конфедераций 2013 года и дебютировал на турнире в последнем матче группового этапа против хозяев турнира сборной Бразилии, заменив Алессандро Диаманти на последних девятнадцати минутах. Он сыграл в матче за третье место, отыграв всю игру и забив пенальти в послематчевой серии против Уругвая. Эль-Шаарави не был включён в состав сборной Италии на чемпионат мира 2014 года, пропустив большую часть клубного сезона 2013/14 из-за травмы. 10 октября 2015 года Эль-Шаарави прервал трёхлетнюю голевую засуху, забив победный гол в выездной игре против Азербайджана в отборочном матче Евро-2016. Это был его первый гол за сборную с ноября 2012 года, а победа гарантировала Италии место в финальном турнире. 31 мая 2016 года он был включён в состав сборной Италии из 23 человек на предстоящий чемпионат Европы. 22 июня 2016 года он сыграл свой единственный матч на Евро-2016, выйдя на замену в финальной игре группового этапа против Ирландии.

## Статистика выступлений

### Клубная статистика
| Выступление      | Выступление      | Выступление      | Лига | Лига | Кубок страны | Кубок страны | Еврокубки | Еврокубки | Итого | Итого |
| Клуб             | Лига             | Сезон            | Игры | Голы | Игры         | Голы         | Игры      | Голы      | Игры  | Голы  |
| ---------------- | ---------------- | ---------------- | ---- | ---- | ------------ | ------------ | --------- | --------- | ----- | ----- |
| Дженоа           | Серия А          | 2008/09          | 1    | 0    | 0            | 0            | —         | —         | 1     | 0     |
| Дженоа           | Серия А          | 2009/10          | 2    | 0    | 0            | 0            | 0         | 0         | 2     | 0     |
| Дженоа           | Итого            | Итого            | 3    | 0    | 0            | 0            | 0         | 0         | 3     | 0     |
| Падова           | Серия B          | 2010/11          | 29   | 9    | 1            | 0            | —         | —         | 30    | 9     |
| Падова           | Итого            | Итого            | 29   | 9    | 1            | 0            | —         | —         | 30    | 9     |
| Милан            | Серия А          | 2011/12          | 22   | 2    | 4            | 2            | 2         | 0         | 28    | 4     |
| Милан            | Серия А          | 2012/13          | 37   | 16   | 1            | 1            | 8         | 2         | 46    | 19    |
| Милан            | Серия А          | 2013/14          | 6    | 0    | 0            | 0            | 3         | 1         | 9     | 1     |
| Милан            | Серия А          | 2014/15          | 18   | 3    | 1            | 0            | 0         | 0         | 19    | 3     |
| Милан            | Итого            | Итого            | 83   | 21   | 6            | 3            | 13        | 3         | 102   | 27    |
| Монако           | Лига 1           | 2015/16          | 15   | 0    | 0            | 0            | 9         | 3         | 24    | 3     |
| Монако           | Итого            | Итого            | 15   | 0    | 0            | 0            | 9         | 3         | 24    | 3     |
| Рома             | Серия А          | 2015/16          | 16   | 8    | 0            | 0            | 2         | 0         | 18    | 8     |
| Рома             | Серия А          | 2016/17          | 32   | 8    | 4            | 2            | 8         | 2         | 44    | 12    |
| Рома             | Серия А          | 2017/18          | 33   | 7    | 1            | 0            | 10        | 2         | 44    | 9     |
| Рома             | Серия А          | 2018/19          | 28   | 11   | 1            | 0            | 4         | 0         | 33    | 11    |
| Рома             | Итого            | Итого            | 109  | 34   | 6            | 2            | 24        | 4         | 139   | 40    |
| Шанхай Шеньхуа   | Суперлига        | 2019             | 10   | 1    | 3            | 3            | 0         | 0         | 13    | 4     |
| Шанхай Шеньхуа   | Суперлига        | 2020             | 6    | 0    | 0            | 0            | 0         | 0         | 6     | 0     |
| Шанхай Шеньхуа   | Итого            | Итого            | 16   | 1    | 3            | 3            | 0         | 0         | 19    | 4     |
| Рома             | Серия А          | 2020/21          | 10   | 1    | 0            | 0            | 4         | 1         | 14    | 2     |
| Рома             | Серия А          | 2021/22          | 27   | 3    | 1            | 0            | 8         | 4         | 36    | 7     |
| Рома             | Серия А          | 2022/23          | 29   | 7    | 2            | 0            | 11        | 2         | 42    | 9     |
| Рома             | Серия А          | 2023/24          | 17   | 2    | 2            | 0            | 6         | 0         | 25    | 2     |
| Рома             | Итого            | Итого            | 83   | 13   | 5            | 0            | 29        | 7         | 117   | 20    |
| Всего за карьеру | Всего за карьеру | Всего за карьеру | 338  | 78   | 21           | 8            | 75        | 17        | 434   | 103   |

### В сборной
| Матчи и голы Эль-Шаарави за сборную Италии | Матчи и голы Эль-Шаарави за сборную Италии | Матчи и голы Эль-Шаарави за сборную Италии | Матчи и голы Эль-Шаарави за сборную Италии | Матчи и голы Эль-Шаарави за сборную Италии | Матчи и голы Эль-Шаарави за сборную Италии |
| №                                          | Дата                                       | Соперник                                   | Счёт                                       | Голы Эль-Шаарави                           | Турнир                                     |
| ------------------------------------------ | ------------------------------------------ | ------------------------------------------ | ------------------------------------------ | ------------------------------------------ | ------------------------------------------ |
| 1                                          | 15 августа 2012                            | Англия                                     | 1:2                                        | -                                          | Товарищеский матч                          |
| 2                                          | 12 октября 2012                            | Армения                                    | 3:1                                        | -                                          | Отборочные матчи ЧМ-2014                   |
| 3                                          | 14 ноября 2012                             | Франция                                    | 1:2                                        | 1                                          | Товарищеский матч                          |
| 4                                          | 6 февраля 2013                             | Нидерланды                                 | 1:1                                        | -                                          | Товарищеский матч                          |
| 5                                          | 21 марта 2013                              | Бразилия                                   | 2:2                                        | -                                          | Товарищеский матч                          |
| 6                                          | 26 марта 2013                              | Мальта                                     | 2:0                                        | -                                          | Отборочные матчи ЧМ-2014                   |
| 7                                          | 7 июня 2013                                | Чехия                                      | 0:0                                        | -                                          | Отборочные матчи ЧМ-2014                   |
| 8                                          | 11 июня 2013                               | Республика Гаити                           | 2:2                                        | -                                          | Товарищеский матч                          |
| 9                                          | 22 июня 2013                               | Бразилия                                   | 2:4                                        | -                                          | Кубок конфедераций 2013                    |
| 10                                         | 30 июня 2013                               | Уругвай                                    | 2:2 (3:2)                                  | -                                          | Кубок конфедераций 2013                    |
| 11                                         | 16 ноября 2014                             | Хорватия                                   | 1:1                                        | -                                          | Отборочные матчи ЧЕ-2016                   |
| 12                                         | 12 июня 2015                               | Хорватия                                   | 1:1                                        | -                                          | Отборочные матчи ЧЕ-2016                   |
| 13                                         | 16 июня 2015                               | Португалия                                 | 0:1                                        | -                                          | Товарищеский матч                          |
| 14                                         | 6 сентября 2015                            | Болгария                                   | 1:0                                        | -                                          | Отборочные матчи ЧЕ-2016                   |
| 15                                         | 10 октября 2015                            | Азербайджан                                | 3:1                                        | 1                                          | Отборочные матчи ЧЕ-2016                   |
| 16                                         | 13 ноября 2015                             | Бельгия                                    | 1:3                                        | -                                          | Товарищеский матч                          |
| 17                                         | 17 ноября 2015                             | Румыния                                    | 2:2                                        | -                                          | Товарищеский матч                          |
| 18                                         | 29 марта 2016                              | Германия                                   | 1:4                                        | 1                                          | Товарищеский матч                          |
| 19                                         | 6 июня 2016                                | Финляндия                                  | 2:0                                        | -                                          | Товарищеский матч                          |
| 20                                         | 22 июня 2016                               | Ирландия                                   | 0:1                                        | -                                          | Чемпионат Европы 2016                      |

Итого: 20 матчей / 3 гола; 6 побед, 7 ничьих, 7 поражений.

## Достижения

### Командные
«Шанхай Шэньхуа»
- Обладатель Кубка Китайской футбольной ассоциации: 2019

«Рома»
- Победитель Лиги конференций УЕФА: 2021/22